# Ядин, Вениамин Иосифович
Вениамин Иосифович Ядин (род. 1906) — русский советский писатель; журналист, сценарист.

## Биография
Окончил печатный техникум в Ленинграде. Работал в журналах «Смена», «Юный пролетарий», газете Комсомольская правда.

## Сочинения
- Я вернусь к тебе, океан! М., 1983[1]

## Фильмография

### Сценарист
- 1928 — Цена человека[2]
- 1934 — Мое (фильм)
- 1936 — Отец и сын[3][4]